# (7588) 1992 FJ1
A (7588) 1992 FJ1 egy kisbolygó a Naprendszerben. Robert H. McNaught fedezte fel 1992. március 24-én.